# Octophialucium krampi
Octophialucium krampi is een hydroïdpoliep uit de familie Malagazziidae. De poliep komt uit het geslacht Octophialucium. Octophialucium krampi werd in 1984 voor het eerst wetenschappelijk beschreven door Bouillon. 